# Les Grandes Chansons françaises
Albums de Mireille Mathieu
Chanter
(1984) La demoiselle d'Orléans
(1985)
Les Grandes Chansons françaises est un album de la chanteuse française Mireille Mathieu sorti en 1985. Sur cet album, Mireille Mathieu interprète de grands standards de la chanson française (La Mer, La Vie en rose, Parlez-moi d'amour, Comme d'habitude...). Mireille a également commercialisé une version allemande de l'album sous le nom de Welterfolge aus Paris avec les chansons en allemand en 1985 en Allemagne.

## Chansons de l'album[1]
| 1. | Hymne à l'amour        | Édith Piaf                 | Marguerite Monnot |  |
| 2. | Seule ce soir          | Rose Noël et Jean Casanova | Paul Durand       |  |
| 3. | C'est si bon           | André Hornez               | Henri Betti       |  |
| 4. | Padam, padam...        | Henri Contet               | Norbert Glanzberg |  |
| 5. | Le premier rendez-vous | Louis Poterat              | René Sylviano     |  |
| 6. | Les Trois Cloches      | Jean Villard               | Jean Villard      |  |
| 7. | Moulin Rouge (en)      | Jacques Larue              | Georges Auric     |  |
| 8. | Ne me quitte pas       | Jacques Brel               | Jacques Brel      |  |

| 1. | Comme d'habitude         | Claude François et Gilles Thibaut              | Jacques Revaux                           |  |
| 2. | La Vie en rose           | Édith Piaf                                     | Louiguy                                  |  |
| 3. | Plaisir d'amour          | Jean-Pierre Claris de Florian et Charles Level | Jean-Paul-Égide Martini et Jean Claudric |  |
| 4. | Milord                   | Georges Moustaki                               | Marguerite Monnot                        |  |
| 5. | Parlez-moi d'amour       | Jean Lenoir                                    | Jean Lenoir                              |  |
| 6. | Non, je ne regrette rien | Michel Vaucaire                                | Charles Dumont                           |  |
| 7. | Les Feuilles mortes      | Jacques Prévert                                | Joseph Kosma                             |  |
| 8. | La Mer                   | Charles Trenet                                 | Charles Trenet                           |  |